# خلية كبية

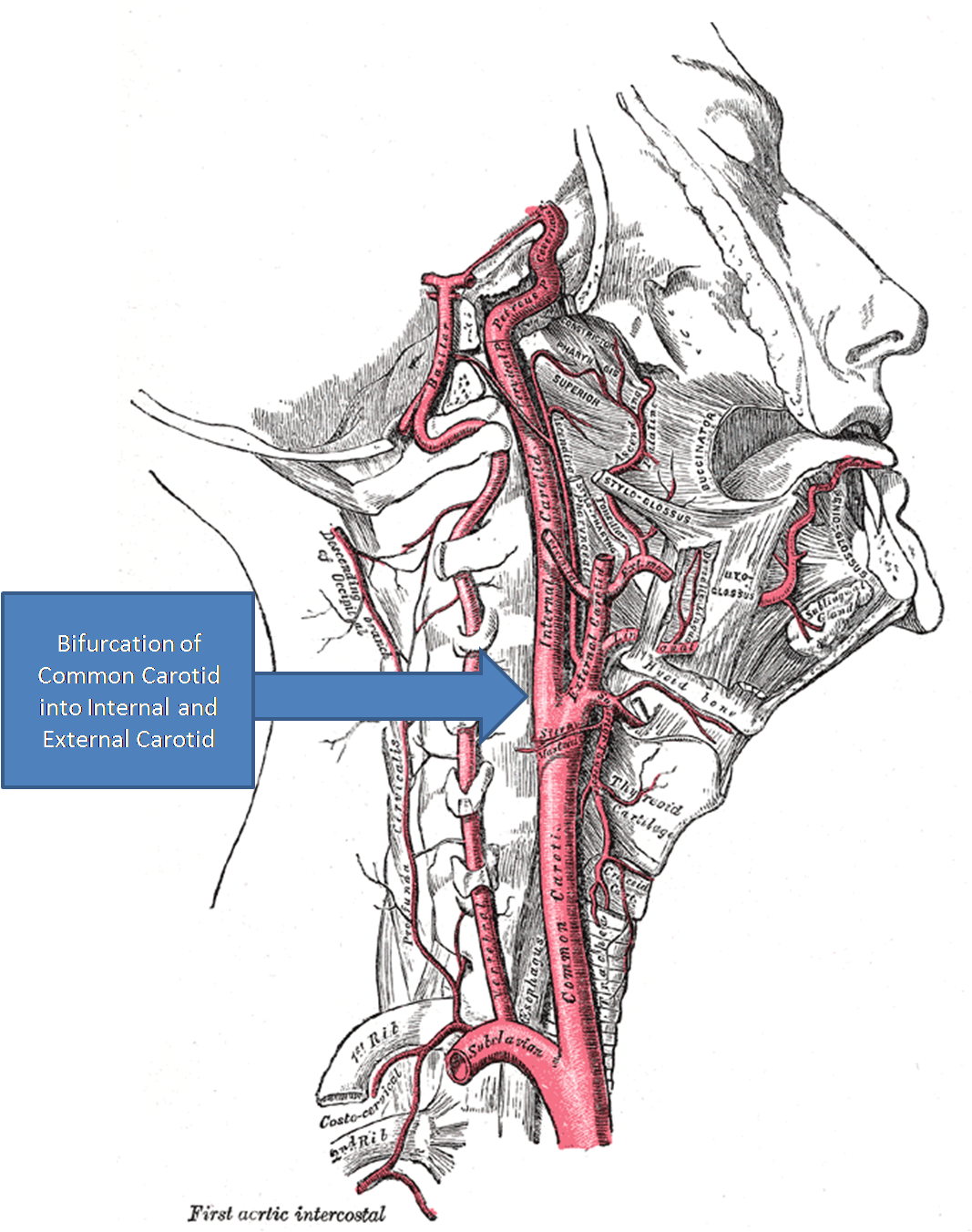

الخلايا الكبية (النوع الأول) (بالإنجليزية: Glomus cell)‏ هي مستقبلات كيميائية طرفية، تقع بشكل رئيسي في الجسم السباتي والجسم الأبهري، وتساعد الجسم على تنظيم التنفس.
عندما يكون هناك انخفاض في الأس الهيدروجيني للدم، أو نقص في الأكسجين، أو زيادة في ثاني أكسيد الكربون، فإن الأجسام السباتية والأجسام الأبهرية ترسل إلى النخاع المستطيل (وتحديدا مركز التنفس الظهري) لزيادة حجم ومعدل التنفس، وتمتلك الخلايا الكبية نسبة عالية من التمثيل الغذائي والتغذية الدموية الجيدة، وبالتالي فهي حساسة للتغيرات في ضغط الغازات في الدم الشرياني.
تتشابه الخلايا الكبية بشكل كبير من الناحية الهيكلية مع الخلايا العصبية، وهي في الواقع مشتقة من العرف العصبي، في حين أن الخلايا الكبية النوع الثاني هي خلايا معلقة لها وظيفة مشابهة للخلايا الدبقية.
تُعصب (تغذيها بالعصب) العقدة المستقلية الخلايا الكُبية، كما أن بعض العقد الودية تتشابك مع الخلايا الكبية. حيث تلتقط الألياف العصبية الإشارات التي ترسلها الخلايا الكُبية وتنقلها إلى الجهاز العصبي المركزي ليتم التعامل معها. يُعتقد أن نقل الإشارات ضمن المستقبِلات الكيميائية يتوسطه إطلاق الناقلات العصبية بواسطة الخلايا الكُبية، والتي من بينها الدوبامين، ونورإبينفرين، والأستيل كولين وغيرها، وقد وُجد أن الفازوبرسين (الذي يسبب انقباض الأوعية) يُثبط استجابة الخلايا الكبية نقص التأكسج، وافترض أن ذلك بسبب أن الاستجابة المعتادة لنقص التأكسج هي التوسيع الوعائي، وهي حالة يجب تجنبها أثناء نقص حجم الدم المتسبب في إفراز الفازوبرسين. علاوة على ذلك، تستجيب خلايا الكُبية بدرجة عالية لهرمون الأنجيوتنسين II من خلال مستقبلاته، مما يوفر معلومات عن حالة سوائل ومعادن الجسم.